# Plagiomnium rostratum
Plagiomnium rostratum là một loài Rêu trong họ Mniaceae. Loài này được (Schrad.) T.J. Kop. mô tả khoa học đầu tiên năm 1968.